# Broomicephalus
Broomicephalus je rod gorgonopsida z podčeledi Rubidgeinae. Žil v období permu (Wuchiapingian) na území dnešní Jihoafrické republiky. Jeho jméno („Broomova hlava“) poukazuje na paleontologa Roberta Brooma. Tento středně velký dravec měl hlavu dlouhou 21 cm a dlouhý byl přibližně 1,1 m.